# Rode Weeshuisstraat
De Rode Weeshuisstraat is een straat in de stad Groningen. De straat loopt van de Oude Ebbingestraat tot de Oude Boteringestraat. Tot 1903 werd de straat Hardewikerstraat genoemd.
De straat wordt voor het eerst genoemd in 1365, toen als Hardewickerstraat of Geestelijke Maagdenstraat. Later (1386) ook als Begijnenweg of (1443) Susterenstraat. De huidige naam is ontleend aan de vestiging ter plaatse van het Rode- of Burgerweeshuis (1599): de wezen - uitsluitend die van de burgers van de stad - droegen rode kleding.
Het weeshuis werd na de Reductie ondergebracht in het voormalige St. Agnesklooster van de Zusters Franciscanessen. Tot 1401 nog het convent van de Geestelijke Maagden of het Olde Convent. In genoemd jaar gingen de begijnen over naar de (strengere) orde van St. Franciscus.
De kloosterkerk, waarin het graf van Wessel Gansfort, is in 1866 afgebroken. Het poortje dateert uit 1627. In het complex bevinden zich nu seniorenwoningen. Men bereikt het binnenplein door het vroegere refter.
De Rode Weeshuisstraat is in 1945 aan de zuidzijde geheel en aan de noordzijde gedeeltelijk verwoest.
Achter de Muur · 
Akerkhof · 
Akerkstraat · 
Broerstraat · 
Brugstraat ·
Bruine Ruiterstraat ·
Burchtstraat · 
Butjesstraat ·
Carolieweg ·
Coehoornsingel · 
Donkersgang · 
Driften · 
Emmaplein · 
Folkingestraat · 
Folkingedwarsstraat ·
Ganzevoortsingel · 
Gasthuisstraatje ·
Gedempte Kattendiep ·
Gedempte Zuiderdiep ·
Gelkingestraat ·
Grote Kromme Elleboog ·
Grote Markt ·
Guldenstraat ·
Guyotplein ·
Haddingestraat ·
Haddingedwarsstraat ·
Hardewikerstraat ·
Hereplein · 
Herebinnensingel ·
Heresingel ·
Herestraat ·
Hoekstraat ·
Hofstraat ·
Hoge der A ·
Hoogstraatje ·
Jacobijnerstraat ·
Kleine der A ·
Kattenhage ·
Kleine Kromme Elleboog ·
't Klooster ·
Kostersgang ·
Koude Gat ·
Kreupelstraat ·
Kwinkenplein ·
De Laan ·
Lage der A ·
Lopende Diep ·
Lutkenieuwstraat ·
Marktstraat ·
Martinikerkhof ·
Munnekeholm ·
Muurstraat ·
Naberstraat ·
Nieuwe Boteringestraat ·
Nieuwe Ebbingestraat ·
Nieuwe Kerkhof ·
Nieuwe Kijk in 't Jatstraat ·
Nieuwe Markt ·
Nieuwstad ·
Noorderhaven ·
Oosterstraat ·
Ossenmarkt ·
Oude Boteringestraat ·
Oude Ebbingestraat ·
Oude Kijk in 't Jatstraat ·
Papengang ·
Pausgang · 
Pelsterstraat ·
Peperstraat ·
Poelestraat ·
Praediniussingel ·
Rademarkt ·
Radesingel ·
Reitemakersrijge ·
Rode Weeshuisstraat ·
Schoolstraat · 
Schoolholm · 
Schuitemakersstraat ·
Schuitendiep · 
Sieboldsgang · 
Singelstraat · 
Sint Jansstraat ·
Sint Walburgstraat ·
Spilsluizen ·
Stationsstraat ·
Steentilstraat ·
Stoeldraaierstraat · 
Torenstraat · 
Turfstraat ·
Turfsingel ·
Turftorenstraat ·
Ubbo Emmiussingel ·
Vismarkt ·
Visserstraat ·
Waagstraat ·
Zoutstraat ·
Zwanestraat